# نیو اسکول
نیو اسکول (به انگلیسی: The New School) یکی از دانشگاه‌های خصوصی آمریکا در شهر نیویورک است. حوزه مطالعاتی این دانشگاه عمدتاً علوم اجتماعی است.
این دانشگاه در سال ۱۹۱۹ به عنوان مدرسه جدید تحقیقات اجتماعی با مأموریت اصلی تحقق آزادی علمی و تحقیق فکری و خانه ای برای اندیشمندان مترقی تأسیس شد و از آن زمان، این مدرسه به ۵ بخش دانشگاهی تبدیل شده‌است که شامل دانشکده طراحی پارسونز، کالج هنرهای لیبرال اوژن لنگ، مدرسه جدید تحقیقات اجتماعی، مدارس تعامل عمومی و کالج هنرهای نمایشی است که متشکل از دانشکده موسیقی Mannes، دانشکده درام، و دانشکده موسیقی جاز و موسیقی معاصر می‌باشد.